# 上松郵便局
上松郵便局（あげまつゆうびんきょく）は、長野県木曽郡上松町にある郵便局。民営化以前の分類では集配特定郵便局であった。

## 概要
住所：〒399-5699 長野県木曽郡上松町本町通り2-36

## 沿革
- 1874年（明治7年）1月15日 - 上松郵便取扱所として開設[1]。
- 1875年（明治8年）1月1日 - 上松郵便局（五等）となる。同年、駒ヶ根郵便局に改称後、さらに駒ヶ根ノ内上松郵便局に改称。
- 1881年（明治14年）11月18日 - 上松郵便局に改称。
- 1885年（明治18年）5月25日 - 貯金取扱を開始。
- 1892年（明治25年）2月1日 - 為替取扱を開始。
- 1897年（明治30年）1月1日 - 上松郵便電信局となる。
- 1903年（明治36年）4月1日 - 通信官署官制の施行に伴い上松郵便局となる。
- 1968年（昭和43年）3月23日 - 電話の加入および料金に関する簡易な事務を除く電話交換業務を木曽福島電報電話局に移管[2]。
- 1985年（昭和60年）10月1日 - 欧文および国際電報受付ならびに電話の加入および料金に関する簡易な事務を、木曽福島電報電話局に移管。
- 2007年（平成19年）10月1日 - 民営化に伴い、併設された郵便事業木曽福島支店上松集配センターに一部業務を移管。
- 2012年（平成24年）10月1日 - 日本郵便株式会社発足に伴い、郵便事業木曽福島支店上松集配センターを上松郵便局に統合。

## 取扱内容
- 郵便、印紙、ゆうパック、内容証明
- 貯金、為替、振替、振込、国際送金、国債
- 生命保険、バイク自賠責保険
- ゆうちょ銀行ATM
- 木曽郡上松町内（〒399-56xx地域）の集配業務

## 周辺
- 木曽郡上松町役場
- 中山道上松宿
- 木曽川
- 国道19号

## アクセス
- JR中央本線 上松駅から北へ250m（徒歩約5分）
- おんたけ交通バス、上松町地域振興バス（ひのき号） 十王橋停留所下車
- 駐車場あり：3台